# Chalazion helveticum
Chalazion helveticum är en svampart som beskrevs av Dissing 1980. Chalazion helveticum ingår i släktet Chalazion och familjen Pyronemataceae.   Inga underarter finns listade i Catalogue of Life.